# Alatotrochus
Genre
Alatotrochus est un genre de coraux durs de la famille des Turbinoliidae.

## Liste d'espèces
Le genre Alatotrochus comprend les espèces suivantes :
| Selon World Register of Marine Species (14 juillet 2015) : - Alatotrochus japonicus Tachikawa, 2011 - Alatotrochus rubescens (Moseley, 1876) | Selon ITIS (14 juillet 2015) : - Alatotrochus rubescens (Moseley, 1876) |